# Mariela Spacek
Mariela Spacek (Dubrovnik, 3 de noviembre de 1974) es una deportista austríaca que compitió en judo. Ganó una medalla de bronce en el Campeonato Europeo de Judo de 2001, en la categoría de –70 kg.

## Palmarés internacional
| Campeonato Europeo | Campeonato Europeo | Campeonato Europeo | Campeonato Europeo |
| Año                | Lugar              | Medalla            | Categoría          |
| ------------------ | ------------------ | ------------------ | ------------------ |
| 2001               | París (Francia)    | Medalla de bronce  | –70 kg             |